# Eleição para o Senado federal pela Flórida em 2004
A eleição para o senado do estado americano da Flórida em 2004 foi realizada em 2 de novembro de 2004 para eleger o sucessor do democrata Bob Graham. 
Betty Castor venceu a primária democrata com 58% dos votos, já Martinez com 45% dos votos.
Na primeira pesquisa realizada em 24 de agosto de 2004, Castor e Martinez estavam tecnicamente empatados, na pesquisa feita em 12 de setembro Castor estava com 5% de vantagem sobre Martinez. Na última pesquisa oficial realizada no estado mostrava empate técnico, Castor e Martinez tinham exatos 46%, as presquisas não contrariaram muito os resultados, Martinez venceu Castor com 1,11% de vantagem.

## Candidatos
- Mel Martinez (R)
- Betty Castor (D)
- Dennis Bradley (V)

## Pesquisas
| Fonte                 | Data(s) | Número de Entrevistados | Margem de Erro | Mel Martinez (R) | Betty Castor (D) | Não sabe- Ninguém |
| Zogby International   | 31/10   | 600                     | ± 4.0%         | 46%              | 46%              | 7%                |
| Quinnipiac University | 31/10   | 1098                    | ± 3.0%         | 49%              | 44%              | 6%                |
| CNN/USA Today/Gallup  | 28/10   | 1138                    | ± 4.0%         | 46%              | 48%              | 5%                |
| Mason Dixon           | 26/10   | 625                     | ± 4.0%         | 47%              | 46%              | 6%                |
| New York Times        | 23/10   | 802                     | ± 3.0%         | 44%              | 47%              | 10%               |
| Quinnipiac University | 22/10   | 944                     | ± 3.2%         | 49%              | 46%              | 5%                |
| Insider Advantage     | 22/10   | 400                     | ± 5.0%         | 46%              | 44%              | 4%                |
| Survey USA            | 22/10   | 741                     | ± 3.7%         | 47%              | 50%              | 12%               |
| Miami Herald          | 19/10   | 800                     | ± 3.5%         | 44%              | 44%              | -                 |
| Research 2000         | 18/10   | 600                     | ± 4.0%         | 48%              | 48%              | 4%                |
| Quinnipiac University | 15/10   | 808                     | ± 3.5%         | 47%              | 47%              | 5%                |
| Survey USA            | 15/10   | 596                     | ± 4.1%         | 49%              | 47%              | 1%                |
| Mason-Dixon           | 14/10   | 625                     | ± 4.0%         | 45%              | 45%              | 9%                |
| UNF                   | 10/10   | 641                     | ± 4.0%         | 35%              | 38%              | 12%               |
| Mason-Dixon           | 4/10    | 625                     | ± 4.0%         | 46%              | 41%              | 12%               |
| Mason-Dixon           | 4/10    | 625                     | ± 4.0%         | 46%              | 41%              | 12%               |
| Quinnipiac University | 1/10    | 706                     | ± 3.8%         | 48%              | 47%              | 5%                |
| Survey USA            | 1/10    | 706                     | ± 3.8%         | 50%              | 46%              | 1%                |
| Gallup                | 18/9    | 674                     | ± 4.0%         | 45%              | 51%              | 4%                |
| Quinnipiac University | 18/9    | 819                     | ± 3.4%         | 42%              | 43%              | 13%               |
| Survey USA            | 12/9    | 602                     | ± 4.1%         | 45%              | 49%              | 1%                |
| Rasmussen Reports     | 24/8    | 500                     | ± 4.5%         | 44%              | 44%              | -                 |

## Resultados[1]
| Candidato         | Partido            | Votos     | % votos |
| ----------------- | ------------------ | --------- | ------- |
| Mel Martinez      | Republicano        | 3 672 864 | 49,43%  |
| Betty Castor      | Democrata          | 3 590 201 | 48,32%  |
| Dennis F. Bradley | cand. independente | 166 642   | 2,24%   |

Nota:Foram registrados nesta eleição 7.429.894 votos.